# Beatopia
Beatopia — второй студийный альбом британско-филиппинской певицы и автора-исполнителя Беатрис Кристи Илехай Лаус, более известной как Beabadoobee, вышедший 15 июля 2022 года на независимом лейбле Dirty Hit. В альбом вошли совместные работы с певицей PinkPantheress, Мэтти Хили и Джорджем Дэниелом из группы the 1975, группой Cavetown и Джеком Стедманом из Bombay Bicycle Club.

## Отзывы
| Совокупная оценка | Совокупная оценка |
| Источник          | Оценка            |
| ----------------- | ----------------- |
| AnyDecentMusic?   | 7.6/10            |
| Metacritic        | 78/100            |
| Оценки критиков   |                   |
| Источник          | Оценка            |
| AllMusic          | [ 3 ]             |
| The Arts Desk     | 6/10              |
| Dork              | [ 5 ]             |
| The Guardian      | [ 6 ]             |
| Kerrang!          | [ 7 ]             |
| NME               | [ 8 ]             |
| Paste             | 7.4/10            |
| Pitchfork         | 7.6/10            |
| PopMatters        | 6/10              |
| The Telegraph     | [ 12 ]            |

Альбом получил положительные отзывы музыкальных критиков и интернет-изданий. По данным агрегатора рецензий Metacritic альбом Beatopia получил «в целом благоприятные отзывы» на основе средневзвешенной оценки 78 из 100 баллов из 16 оценок критиков. Агрегатор AnyDecentMusic? поставил ей 7,6 из 10, основываясь на своей оценке консенсуса критиков.
В трёхзвёздочной рецензии Рэйчел Ароэсти из The Guardian сказала, что «приятное для толпы сочетание попсовой эйфории, непринуждённой прохлады и зачастую довольно общих текстов Beatopia не оставляет неизгладимого впечатления, выходящего за рамки стильно исполненной ностальгии». Ариэль Гордон из Pitchfork раскритиковала лирическое содержание альбома как «часто больше форму, чем функцию», хотя в смешанной рецензии для PopMatters Джей Хоникомб отметил, что тексты касаются проблем человеческой близости. В более позитивной рецензии Kerrang! охарактеризовал Beatopia как развитие дебютного альбома Beabadoobee с «большим разнообразием, большей сложностью и меньшим вниманием к жанрам, в которые он попадает», отмечая художественную эволюцию. Аналогично, Холли Герагти, написавшая для NME, видит, что «семена, посаженные в Fake It Flowers, не только расцветают, но и населяют совершенно другой мир» в Beatopia. В неоднозначной рецензии для The Telegraph Кейт Френч-Моррис написала: «Музыка Кристи может звучать свежо для ушей тех, кто родился по эту сторону тысячелетия, но для всех остальных это переосмысленный, затёртый альт-рок 1990-х годов, настолько хорошо прописанный, что она звучит как вымышленный артист, придуманный для саундтрека к подростковому фильму». Джон Амен, написавший для The Line of Best Fit, оценил проект в 8/10 и прокомментировал: «Если в Fake It Flowers Лаус придерживалась линии инди, иногда самокритично, то Beatopia — это её неапологетичный прыжок в мега-жизнеспособность».

## Список композиций
Все треки написаны Beabadoobee и Jacob Bugden, кроме указанных.
| №                   | Название                                               | Автор(ы)                                 | Продюсер                           | Длительность |
| ------------------- | ------------------------------------------------------ | ---------------------------------------- | ---------------------------------- | ------------ |
| 1.                  | «Beatopia Cultsong»                                    | Beatrice Laus Jacob Bugden Iain Berryman | Laus Bugden Berryman               | 2:31         |
| 2.                  | «10:36»                                                | Laus Bugden                              | Laus Bugden Berryman               | 3:15         |
| 3.                  | «Sunny Day»                                            | Laus Bugden Finlay Dow-Smith             | Laus Bugden Starsmith              | 2:40         |
| 4.                  | «See You Soon»                                         | Laus Bugden                              | Laus Bugden Berryman               | 3:26         |
| 5.                  | «Ripples»                                              | Laus Bugden                              | Laus Bugden Berryman               | 3:07         |
| 6.                  | «The Perfect Pair»                                     | Laus Bugden                              | Laus Bugden Berryman               | 2:57         |
| 7.                  | «Broken CD»                                            | Laus Bugden                              | Laus Bugden Berryman               | 2:50         |
| 8.                  | «Talk»                                                 | Laus Bugden                              | Laus Bugden Berryman               | 2:38         |
| 9.                  | «Lovesong»                                             | Laus Bugden                              | Laus Bugden Berryman               | 4:05         |
| 10.                 | «Pictures of Us»                                       | Laus Bugden Matthew Healy                | Laus Bugden Berryman               | 4:39         |
| 11.                 | «Fairy Song»                                           | Laus Bugden                              | Laus Bugden Berryman               | 2:44         |
| 12.                 | «Don't Get the Deal»                                   | Laus Bugden Jack Steadman                | Laus Bugden Berryman Mr Jukes      | 3:40         |
| 13.                 | «Tinkerbell Is Overrated» (при участии PinkPantheress) | Laus Bugden Gemma Walker                 | Laus Bugden Berryman George Daniel | 3:48         |
| 14.                 | «You're Here That's the Thing»                         | Laus Bugden Healy                        | Laus Bugden Berryman               | 3:18         |
| Общая длительность: | Общая длительность:                                    | Общая длительность:                      | Общая длительность:                | 45:44        |

| №                   | Название                           | Автор(ы)            | Продюсер            | Длительность |
| ------------------- | ---------------------------------- | ------------------- | ------------------- | ------------ |
| 15.                 | «Back to Mars (Full Band Version)» | Laus                | Berryman            | 1:45         |
| Общая длительность: | Общая длительность:                | Общая длительность: | Общая длительность: | 47:48        |

| №                   | Название                                         | Автор(ы)            | Продюсер            | Длительность |
| ------------------- | ------------------------------------------------ | ------------------- | ------------------- | ------------ |
| 15.                 | «10:36 (Antidote Live Session)»                  | Laus Bugden         | Berryman            | 2:27         |
| 16.                 | «See you Soon (Antidote Live Session)»           | Laus Bugden         | Berryman            | 3:07         |
| 17.                 | «The perfect pair (Antidote Live Session)»       | Laus Bugden         | Berryman            | 1:59         |
| 18.                 | «The Adults Are Talking (Antidote Live Session)» | Julian Casablancas  | Berryman            | 3:05         |
| Общая длительность: | Общая длительность:                              | Общая длительность: | Общая длительность: | 56:37        |

## Позиции в чартах
| Чарт (2022)                                  | Высшая позиция |
| -------------------------------------------- | -------------- |
| Австралия (ARIA)                             | 19             |
| Ирландия (Irish Albums Chart)                | 50             |
| Япония (Oricon)                              | 64             |
| Япония (Billboard Japan)                     | 89             |
| Шотландия (Scottish Albums Chart)            | 3              |
| Великобритания (UK Albums Chart)             | 4              |
| Великобритания (UK Independent Albums Chart) | 1              |
| США (Billboard Top Heatseekers Albums)       | 2              |
| США (Billboard Independent Albums)           | 32             |
| США (Billboard Top Album Sales)              | 29             |